# Aspidoscelis neotesselata
Espèce
Synonymes
- Cnemidophorus neotesselatus
Walker, Cordes & Taylor, 1997

Statut de conservation UICN

 NT  : Quasi menacé
Aspidoscelis neotesselata est une espèce de sauriens de la famille des Teiidae.

## Répartition
Cette espèce est endémique des États-Unis. Elle se rencontre dans le Sud-Est du Colorado et a été introduite dans l'État de Washington.

## Description
C'est une espèce parténogénique.

## Publication originale
- Walker, Cordes & Taylor, 1997 : Parthenogenetic Cnemidophorus tesselatus complex (Sauria: Teiidae): A neotype for diploid C. tesselatus (Say, 1823), redescription of the taxon, and description of a new triploid species. Herpetologica, vol. 53, n. 2, p. 233-259.